# Ribeirão (Cabo Verde)
Ribeirão es una localidad caboverdiana del municipio de Ribeira Grande.

## Geografía
La localidad está situada en la isla de Santo Antão.

## Organización territorial
La localidad abarca los lugares y barrios de:
- Barreiro
- Caforinha
- Campo de Cão
- Chã de Fazenda
- Chã de Lavrado
- Chã Viana
- Covoadinha
- Cruz
- Espongeiro
- Estrela
- Fundo de Tanque
- Lombo Cansado
- Lombo de Contina
- Lombo de Gamboesa
- Lombo de João Calção
- Nitche
- Pedra de Passarinho
- Ponta de Barreiro
- Ponta de Sinta
- Ponta Ribeirão de Baixo